# Lenny Bruce: Swear to Tell the Truth
Lenny Bruce: Swear to Tell the Truth é um filme-documentário estadunidense de 1998 dirigido e escrito por Robert B. Weide. Relato da carreira do comediante Lenny Bruce, a obra é narrada por Robert De Niro e foi indicada ao Oscar de melhor documentário de longa-metragem na edição de 1999.